# وست رادهم
وست رادهم (به انگلیسی: West Rudham) یک روستا و محله مدنی در بریتانیا است که در King's Lynn and West Norfolk واقع شده‌است. وست رادهم ۱۱٫۸۱ کیلومتر مربع مساحت و ۲۸۸ نفر جمعیت دارد.